# 規伯玄方
規伯玄方（きはくげんぼう、天正16年（1588年） - 寛文元年10月23日（1661年12月14日））は江戸時代前期の臨済宗の僧侶。無方規伯、方長老とも呼ばれる。筑前国宗像郡出身で、対馬藩の対朝鮮外交を担った景轍玄蘇の門人。
師の玄蘇を継いで対馬藩の朝鮮との外交交渉を担当した。1621年（元和7年）と1629年（寛永6年）の2回、朝鮮に使者として赴いている。柳川一件に際して国書改竄の責任を問われ、1635年（寛永12年）盛岡藩に配流される。盛岡では、学問・文化の指導者として尊敬され、南部鉄器や黄精飴の創出などに関わったとされる。また、盛岡藩では南部牛が多く飼育されているが、規伯玄方は慶安3年（1650年）に藩主・南部重直に対して牛乳の使用を奨めており、これは江戸時代における牛乳の利用について早い事例として知られる。1658年（万治元年）赦免され、南禅寺に移る。1661年（寛文元年）南禅寺末寺の大阪九昌院で死去。